# Boerhavia rufopilosa
Boerhavia rufopilosa är en underblomsväxtart som beskrevs av Carl Ernst Otto Kuntze. Boerhavia rufopilosa ingår i släktet Boerhavia och familjen underblomsväxter. Inga underarter finns listade i Catalogue of Life.